# Пумененго
Пумененго, Пумененґо (італ. Pumenengo) — муніципалітет в Італії, у регіоні Ломбардія,  провінція Бергамо.
Пумененго розташоване на відстані близько 450 км на північний захід від Рима, 55 км на схід від Мілана, 30 км на південний схід від Бергамо.
Населення — 1729 осіб (2014).
Щорічний фестиваль відбувається 29 червня. Покровитель — святий Петро.

## Демографія
Населення за роками:

Станом на 1 січня 2023 року в муніципалітеті офіційно проживало 214 іноземців з 18 країн, серед них 17 громадян країн Євросоюзу.

## Сусідні муніципалітети
- Кальчо
- Фонтанелла
- Роккафранка
- Рудіано
- Торре-Паллавічина